# Jakob Marquardt
Jakob Marquardt (* 4. November 1928 in Rietheim; † 27. Juli 2007 in Rietheim-Weilheim) war ein deutscher Unternehmer. Von 1953 bis 1995 führte er den von seinem Vater Johannes Marquardt 1925 mitgegründeten Automobil- und Elektrozulieferer Marquardt und übernahm dort anschließend den Posten des Aufsichtsratsvorsitzenden, den er bis zum Jahr 2003 innehatte.

## Tätigkeiten
Neben seiner Tätigkeit im eigenen Unternehmen, wo er unter anderem für die Erfindung des elektronisch codierten Zündschalters für Automobile verantwortlich war, war Jakob Marquardt auch in verschiedensten industriellen und politischen Gremien aktiv.
Von 1953 bis 1994 war er ununterbrochen Mitglied im Gemeinderat in Rietheim, beziehungsweise nach dem Gemeindezusammenschluss 1975 der Doppelgemeinde Rietheim-Weilheim, wo er zugleich 19 Jahre lang das Amt des stellvertretenden Bürgermeisters ausübte.

### In Arbeitgeberverbänden
Jakob Marquardt saß als Vorsitzender des Verbandes der Metallindustrie von Südwürttemberg-Hohenzollern seit 1992 im Vorstand des Verbandes der Metall- und Elektroindustrie Südwest und im Vorstand des Gesamtverbandes der metallindustriellen Arbeitgeberverbände. Im Vorstand der Bundesvereinigung deutscher Arbeitgeberverbände vertrat er bis 1996 den baden-württembergischen Landesverband als dessen stellvertretender Vorsitzender.
In der IHK Schwarzwald-Baar-Heuberg hatte Marquardt von 1981 bis 1998 das Amt des Vizepräsidenten inne und arbeitete hier schwerpunktmäßig an der Verbesserung von Ausbildungsbedingungen für junge Menschen und wirkte maßgeblich am Aufbau der Beruflichen Bildungsstätte Tuttlingen mit.

### In Stiftungen
Jakob Marquardt war Kuratoriumsmitglied der Kunststiftung Hohenkarpfen und der Stiftung Wissenschaft und Gesellschaft an der Universität Konstanz.

## Auszeichnungen
Für sein Wirken wurde Jakob Marquardt vielfach ausgezeichnet. Er war Träger des Bundesverdienstkreuzes der 1. Klasse, Inhaber der Verdienstmedaille des Landes Baden-Württemberg, der Wirtschafts- und der Staufermedaille des Landes Baden-Württemberg, Träger der Johannes-Brenz-Medaille der Evangelischen Landeskirche Württemberg und der Ehrennadel in Platin der Industrie- und Handelskammer Schwarzwald-Baar-Heuberg.
Seine Heimatgemeinde Rietheim-Weilheim hat ihn zum Ehrenbürger ernannt und ihm zur Ehre eine Linde in der Ortsmitte gepflanzt.